# El Potrero, Xalatlaco
El Potrero är en ort i Mexiko.   Den ligger i kommunen Xalatlaco och delstaten Mexiko, i den sydöstra delen av landet, 40 km sydväst om huvudstaden Mexico City. El Potrero ligger 2 864 meter över havet och antalet invånare är 607.
Terrängen runt El Potrero är bergig, och sluttar brant västerut. Runt El Potrero är det tätbefolkat, med 356 invånare per kvadratkilometer. Närmaste större samhälle är San Mateo Atenco, 16,4 km nordväst om El Potrero. Trakten runt El Potrero består till största delen av jordbruksmark.